# کنیون کاکس
کنیون کاکس (۲۷ اکتبر ۱۸۵۶ - ۱۷ مارس ۱۹۱۹) یک نقاش، تصویرگر، دیوارنگار، نویسنده و معلم آمریکایی بود. کاکس یک مربی اولیه و با نفوذ و مهم در لیگ دانشجویان هنر نیویورک بود.

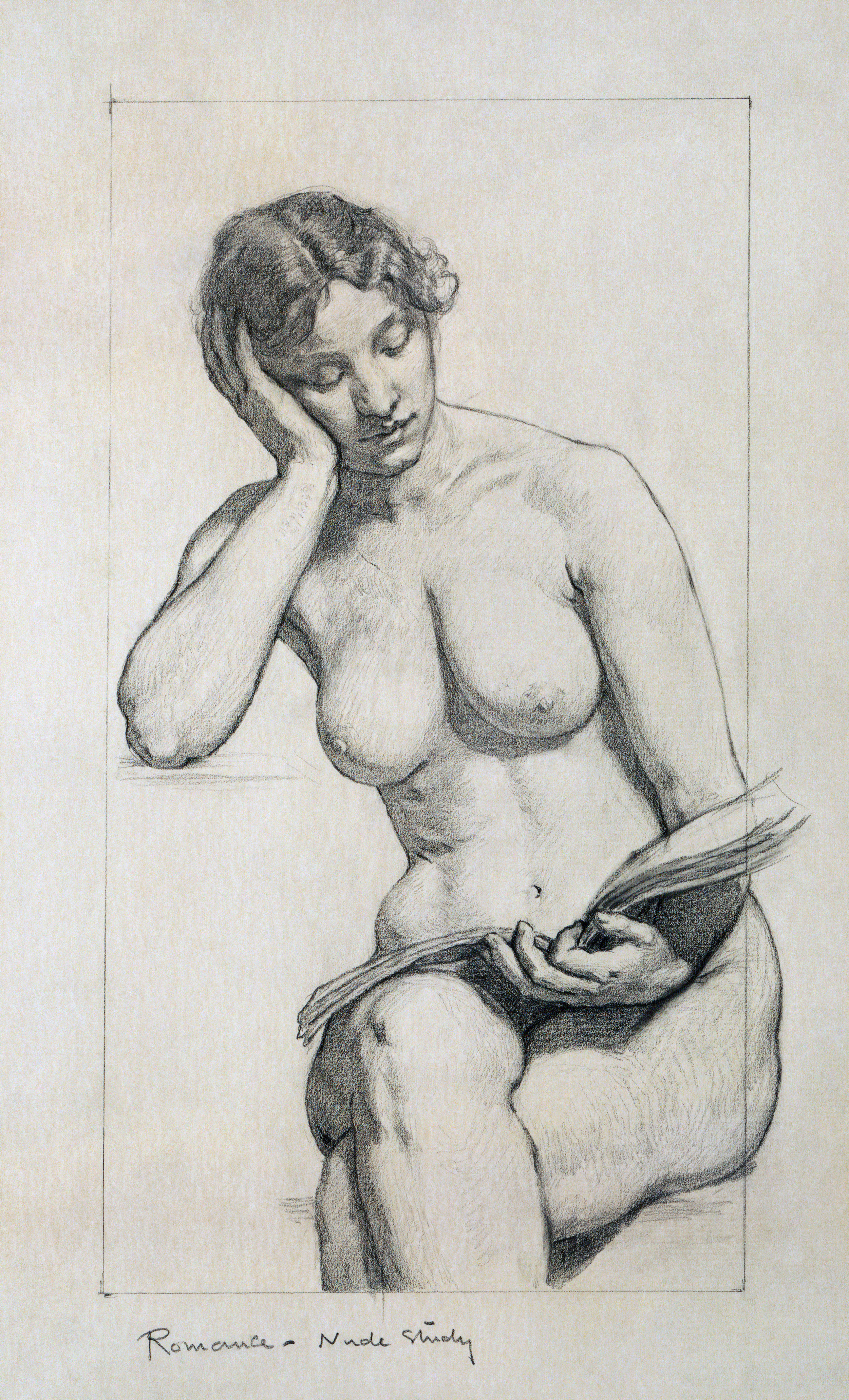
مطالعهٔ برهنه با گرافیت؛ طراحی مقدماتی برای طرحی تمثیلی تخیلی در هنرهای دیواری کتابخانهٔ کنگرهٔ ساختمان جفرسون. طراحی در سال ۱۹۸۶ میلادی درست شده، و به صورت دیجیتالی بازگردانی شده‌است.

## نگارخانه

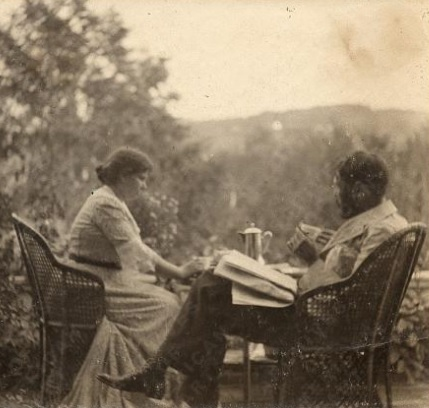
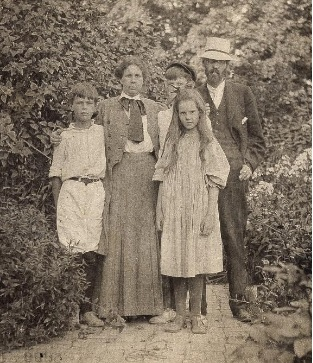